# Troglohyphantes gestroi
Troglohyphantes gestroi là một loài nhện trong họ Linyphiidae.
Loài này thuộc chi Troglohyphantes. Troglohyphantes gestroi được Jean-Louis Fage miêu tả năm 1933.